# Темтовский сельсовет
Темтовский сельсовет — сельское поселение в Уренском районе Нижегородской области.
Административный центр — село Темта.

## История
Статус и границы сельского поселения установлены Законом Нижегородской области от 15 июня 2004 года № 60-З «О наделении муниципальных образований — городов, рабочих посёлков и сельсоветов Нижегородской области статусом городского, сельского поселения».

## Население
| 2002 | 2010 | 2012 | 2013 | 2014 | 2015 | 2016 |
| ---- | ---- | ---- | ---- | ---- | ---- | ---- |
| 894  | ↗924 | ↘890 | ↗909 | ↗941 | ↘920 | ↗932 |
| 2017 | 2018 | 2019 | 2020 |      |      |      |
| ↗942 | ↘932 | ↘916 | →916 |      |      |      |

## Состав сельского поселения
| № | Населённый пункт  | Тип населённого пункта       | Население |
| - | ----------------- | ---------------------------- | --------- |
| 1 | Большая Малиновка | деревня                      | ↘0        |
| 2 | Буренино          | деревня                      | ↘45       |
| 3 | Мокроносово       | деревня                      | ↗120      |
| 4 | Темта             | село, административный центр | ↗759      |